# Saint-Jean-Saint-Nicolas
Saint-Jean-Saint-Nicolas is een gemeente in het Franse departement Hautes-Alpes (regio Provence-Alpes-Côte d'Azur). De plaats maakt deel uit van het arrondissement Gap. Saint-Jean-Saint-Nicolas telde op 1 januari 2022 1.090 inwoners.

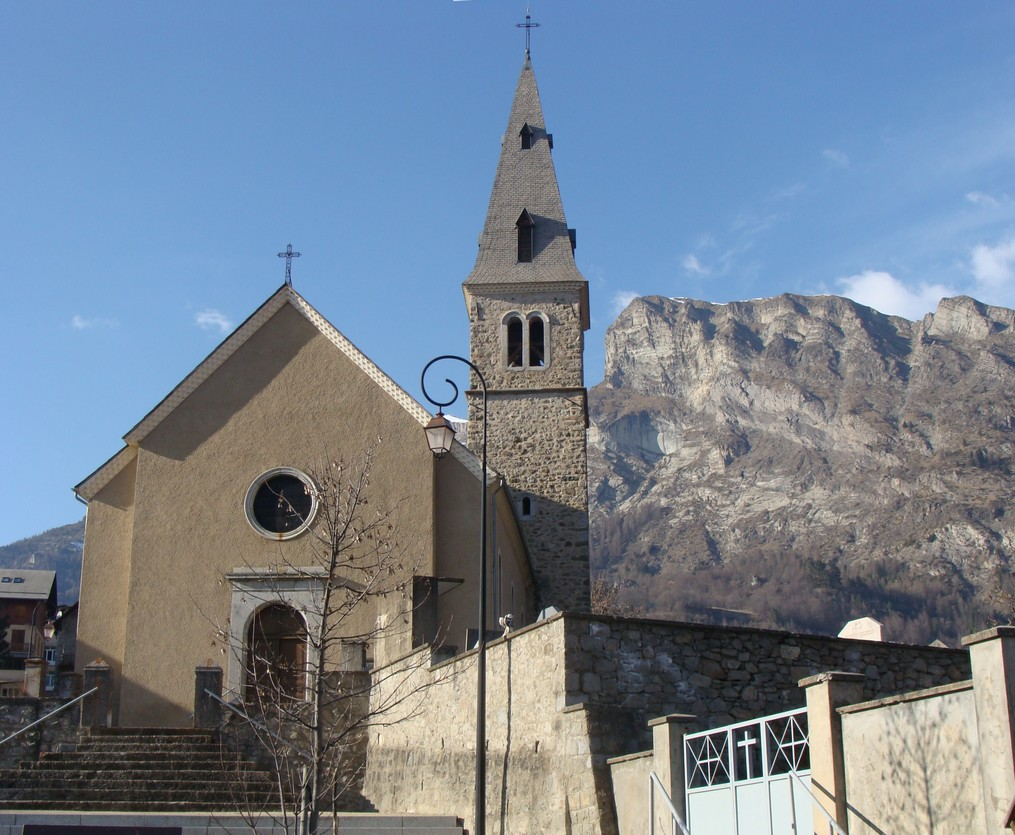
Kerk van Saint-Jean-Saint-Nicolas
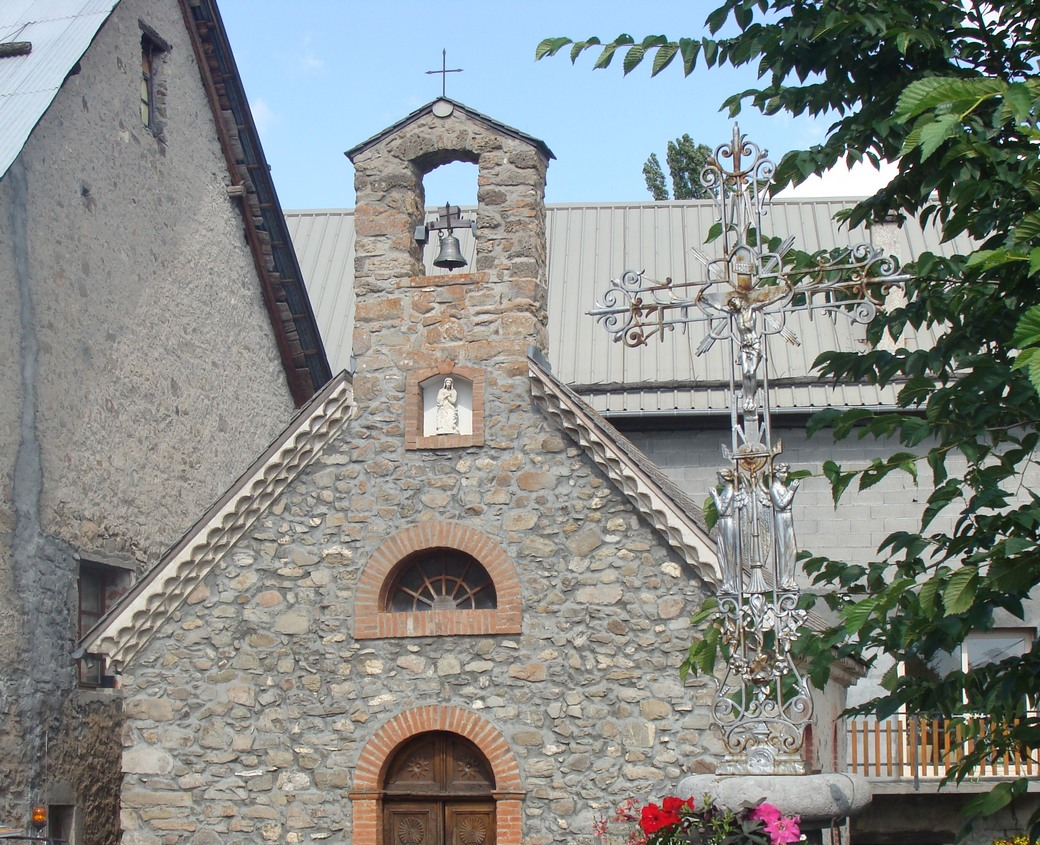
Kapel des Ranguis

## Geografie
De oppervlakte van Saint-Jean-Saint-Nicolas bedraagt 37,17 km², de bevolkingsdichtheid is 29 inwoners per km² (per 1 januari 2019).
De onderstaande kaart toont de ligging van Saint-Jean-Saint-Nicolas met de belangrijkste infrastructuur en aangrenzende gemeenten.

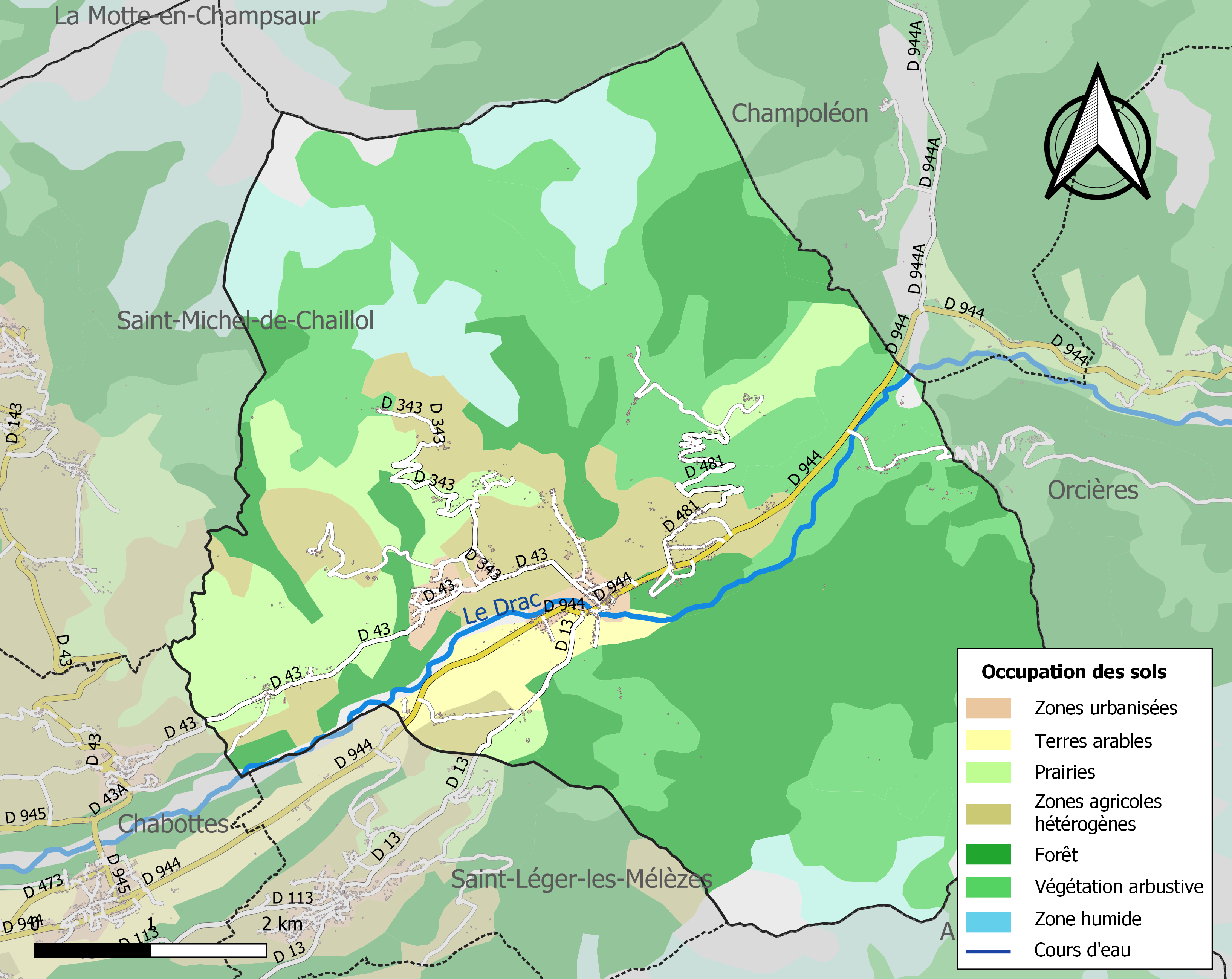

## Demografie
Onderstaande figuur toont het verloop van het inwonertal (bron: INSEE-tellingen).
Vanwege een beveiligingsprobleem met de MediaWiki Graph-software is het momenteel niet mogelijk deze grafiek weer te geven. Zodra de software is bijgewerkt zal de grafiek vanzelf weer zichtbaar worden.